# Óscar Humberto Mejía Victores
Óscar Humberto Mejía Victores (Guatemala-Stad, 9 december 1930 – aldaar, 1 februari 2016) was een Guatemalteeks politicus en militair. Hij was president van Guatemala van 1983 tot 1986.

## Politieke loopbaan
Mejía volgde een militaire opleiding in Mexico. Hij werd in 1982 door dictator Efraín Ríos Montt tot minister van defensie benoemd.
Op 8 augustus 1983 greep Mejía de macht met een staatsgreep en zette zijn voorganger Ríos Montt af. Hij verantwoordde dit door te stellen dat Guatemala onder Ríos Montt in handen was gevallen van religieuze fanatici. Mejía's staatsgreep was een gevolg van de tweestrijd binnen het Guatemalteekse leger tussen jonge bijbelgetrouwe officieren, onder wie Ríos Montt en oudere nationaal-conservatieve officieren als Mejía.
Mejía beloofde een terugkeer naar de democratie en beëindigde de staat van beleg die onder Ríos Montt was afgekondigd, maar het leger zette de militaire campagne tegen de Guatemalteekse Nationale Revolutionaire Eenheid (URNG) voort. Die ging gepaard met grove mensenrechtenschendingen en gruweldaden tegen de inheemse burgerbevolking. Hij herstelde de betrekkingen met het Verenigd Koninkrijk, verbroken na de onafhankelijkheid in 1981 van Belize, waarvan het grondgebied werd opgeëist door Guatemala.
De belofte om te democratiseren loste hij wel in. Op 1 juli 1984 liet Mejía verkiezingen uitstellen voor een nieuwe grondwetgevende assemblee, die in 1985 een nieuwe grondwet uitvaardigde. De eerste presidentsverkiezingen onder de nieuwe grondwet werden gewonnen door de christendemocraat Vinicio Cerezo, die Mejía in januari 1986 opvolgde.
Tegen Mejía werd evenals tegen Ríos Montt, Fernando Romeo Lucas García en Ángel Aníbal Guevara door Spanje een arrestatiebevel uitgevaardigd wegens betrokkenheid bij genocide. In eigen land werd hij ook voor mensenrechtenschendingen aangeklaagd. In december 2011 zag aanklager Manuel Vásquez af van vervolging van de oud-generaal. Zijn gezondheid zou te veel achteruit zijn gegaan. De rechter bevestigde deze beslissing op 5 januari 2012.